# Harita rectilinea
Harita rectilinea är en fjärilsart som beskrevs av Moore 1882. Harita rectilinea ingår i släktet Harita och familjen nattflyn. Inga underarter finns listade i Catalogue of Life.